# Střítež (kraj południowoczeski)
Střítež – gmina w Czechach, w powiecie Český Krumlov, w kraju południowoczeskim. Według danych z dnia 1 stycznia 2013 liczyła 457 mieszkańców.